# Elvira Dávila Ortiz
Elvira Dávila Ortiz (Bogotá, 10 de febrer de 1917 - 25 d'agost de 2008) va ser una infermera colombiana. Va ser pionera en la professió d'infermeria i de la transfusió de sang a Iberoamèrica, i és la fundadora de la Facultat d'Infermeria que actualment forma part de la Pontifícia Universitat Javeriana de Bogotá i del primer Banc de Sang a Colòmbia (Banc de Sang Bavaria).

## Candidata a la Medalla Florence Nightingale
Durant l'any 2007 va ser candidata per Colòmbia a la Medalla Florence Nightingale 2007, la distinció més important a nivell mundial atorgada pel Comitè Internacional de la Creu Roja per honorar els serveis exemplars i el lliurament excepcional en favor dels malalts en els àmbits de la prevenció, de la salut pública i de la formació a les cures d'infermeria.

## Biografia i formació
Era filla de l'industrial colombià José Domingo Dávila Pumarejo i Paulina Ortiz Rodríguez-Ugarte. El 1925 va ingressar al col·legi del Sagrat Cor de Bogotà. El 1927 va viatjar a Europa, on va estudiar en els internats del Nativity Convent en Eastbourne (Regne Unit) i en el English Convent de Bruixes (Bèlgica), així com en l'internat d'Ixelles del Col·legi del Sagrat Cor, a Brussel·les.
En tornar a Bogotà el 1930 va ingressar novament al Sagrat Cor. Dos anys més tard va entrar al col·legi de germanes de la Presentació, anomenat Sant Façon. El 1938, després d'una disciplinada insistència, el seu pare li va permetre estudiar infermeria al Centre d'Acció Social Infantil, dirigit per Ana i Isabel Sáenz Londoño, que havien estudiat cursos d'infermeria a París.
L'any 1946 va contreure matrimoni amb el samari Enrique Dávila Barreneche, prestigiós mèdic uròleg de la Universitat Nacional de Colòmbia i eminent professor d'urologia de la Pontifícia Universitat Javeriana, amb qui va tenir quatre fills: Patricia, Enrique, Diana i María Paulina.

### Graduació

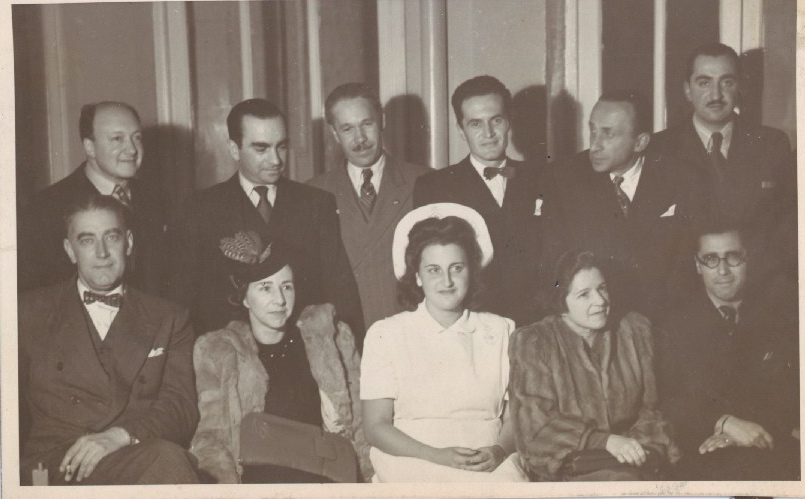
Grau d'Infermera d'Elvira Dávila Ortiz, 3 de març de 1934. L'acompanyen els doctors Ricardo Vélez, César Pantoja, Alfonso Ucros, Francisco Vernaza, Pablo Gómez Martínez, Jorge I. Cavelier, Juan Pablo Llinás, i les Directores del Centre d'Acció Social Infantil Ana i Isabel Sáenz Londoño.

La seva visió professional sobre transfusions de sang va començar a madurar al mateix temps que concebia la seva tesi de grau. No obstant això, durant la Primera Guerra Mundial, excepte les transfusions de plasma, les de sang no havien tingut cap èxit en pacients enlloc del món, per la qual cosa els seus professors i metges propers la van empènyer a escollir un tema no només ordinari, sinó també sense riscos per a la salut humana. No obstant això, contra els consells adversos de la comunitat mèdica, va escriure una tesi obertament revolucionària sobre Transfusions de Sang i Plasma, la qual va ser Aclamada, la qual cosa actualment equival a una tesi llorejada.
Paral·lelament a la redacció de la seva tesi de grau, les primeres pràctiques de transfusions basades en les seves recerques científiques les va fer a l'hospital de la Misericòrdia, en la secció de nounats, que morien d'anèmia. Per tal com tots els pacients es van recuperar satisfactòriament, els Departaments de Cirurgia i del Servei de Malalties Tropicals de l'Hospital Sant Joan de Déu van contactar-hi perquè fes les transfusions d'aquests departaments, perquè cap persona estava capacitada a Colòmbia per dur a terme procediments com aquells.
En una època marcada per la discriminació dels drets de la dona, la cerimònia de graduació, sense precedents a Iberoamèrica per l'originalitat científica de la seva tesi i la seva aplicació reeixida en els pacients, va tenir lloc el 3 de març de 1943 davant de cinc metges examinadors i les directives del Centre.

## Carrera professional

### Banc de Sang
La seva recerca científica va ser el presagi d'una carrera prominent i sense antecedents a Iberoamèrica. Va ser així com dos mesos més tard, un dels examinadors de la seva tesi de grau, el Director de l'Hospital de la Samaritana i llavors President de la Creu Roja Colombiana, professor Jorge I. Cavelier, la va convocar per oferir-li la creació del primer Banc de Sang del país, un concepte, a Colòmbia, tan aliè com esperançador.
En acceptar el repte, va conduir una detallada recerca durant tres mesos, que va presentar al Director de l'Hospital, el qual la va aprovar íntegrament. Gràcies al seu coratge per dur endavant el projecte, la consecució dels recursos per a la implementació del primer Banc de Sang de Colòmbia van ser donats per la Junta Directiva de Bavaria S.A., raó per la qual van batejar el projecte com a Banc de Sang Bavaria.
El primer obstacle amb què es va enfrontar va ser persuadir els futurs donants de les bondats de la transfusió de sang: salvar vides. Enfront del temor de perdre la vida o encomanar-se d'una malaltia, als donants se'ls pagava pel “servei”. Centenars de vides salvades van ser l'anunci d'un notable i ambiciós projecte que fou clau per a la medicina.

### Infermeria
Amb el Banc de Sang operant notòriament, el 1944, durant la Segona Guerra Mundial, va viatjar a Nova York per especialitzar-se en infermeria. Les seves excel·lents credencials professionals i acadèmiques, a més del seu domini de l'espanyol, el francès i l'anglès, la van posicionar còmodament en pràctiques privilegiades, encara que exigents. L'International Council of Nurses (ICN) la va referir en el Memorial Hospital de Nova York, especialitzat en càncer, on hi havia una escassetat important d'infermeres.
El seu treball en el Memorial Hospital li va permetre concentrar els estudis en instrumentació quirúrgica, amb la qual cosa va decidir cursar una especialització en cirurgia pre i postoperatoria a l'Hospital presbiterià de Nova York, hospital universitari del Weill Medical College de Cornell i del Medical College of Physicians and Surgeons de Columbia.
En tornar a Colòmbia, el Professor Cavelier hi va contactar novament per confiar-li la implementació i adreça de sis sales de cirurgia acabades de construir a l'Hospital de la Samaritana.

### Escola d'Infermeria de la Pontifícia Universitat Javeriana
Dos anys després, el professor Cavelier la va designar directora dels sis pisos de l'hospital. Davant de l'alta presència de religioses inexpertes i la pobra demanda d'infermeres, Dávila Ortiz va determinar presentar a les directives de l'hospital un projecte visionari per a la creació d'una facultat d'infermeria a to amb la tendència científica i professional de l'època, amb el propòsit que el servei optimitzés els estàndards de professionalitat, eficiència i economia, tal com ho havia verificat a Nova York en les seves pràctiques professionals de l'especialització.
Aprovat el projecte i fundada l'Escola, Dávila Ortiz va elaborar-ne el currículum i va convocar els millors professora d'arreu del país. A més, va obrir un curs de postgrau per a instrumentadores, on dictava classes de tècnica quirúrgica diàriament. L'escola d'infermeres es va adscriure a la Ponticifia Universitat Javeriana, com ja ho estava l'Escola de Medicina des de feia alguns anys, amb pràctiques mèdiques a l'Hospital de la Samaritana, ja que la Javeriana encara no tenia hospital.
També va ser Directora d'Infermeria de la Clínica Psiquiàtrica Montserrat, de l'Hospital Sant Ignacio, i Directora de les sales de cirurgia de Profamilia.